# Ủy ban Kế hoạch Nhà nước Liên Xô
Ủy ban Kế hoạch Nhà nước Liên Xô, còn được gọi là Gosplan (Госпла́н, phát âm [ɡɐsˈpɫan]),
là cơ quan chịu trách nhiệm về việc lập kế hoạch kinh tế trung ương trong Liên Xô. Được thành lập năm 1921 và tồn tại đến khi Liên Xô tan rã năm 1991, Gosplan có nhiệm vụ chính là tạo ra và điều hành một loạt các kế hoạch năm năm quản lý kinh tế Liên Xô.

## Lịch sử

### Bối cảnh kinh tế
Sau Cách mạng tháng Mười và Nội chiến Nga diễn ra là thời kỳ nền kinh tế thực sự sụp đổ. Sản xuất và phân phối các mặt hàng thiết yếu được kiểm tra nghiêm ngặt khi các nhà máy bị đóng cửa và các thành phố lớn như Petrograd bị giảm số dân, người dân thành thị trở về nông thôn để xác nhận nhiệm vụ tái phân phối đất đai và để tránh thất nghiệp, thiếu lương thực, và thiếu nhiên liệu đã trở thành đặc hữu. Năm 1919 siêu lạm phát xuất hiện, khiến cho hệ thống kinh tế đang gặp khó khăn của nước Nga Xô viết theo hướng sụp đổ hoàn toàn..
Một hệ thống đặc ứng trong lịch sử Quân sự Cộng sản xuất hiện. Chính quyền Xô viết Hội đồng Công Nông Quốc phòng đã vội vàng tháo dỡ nút thắt kinh tế bằng cách duy trì nên công nghiệp Nga thay mặt cho Hồng quân, trong cuộc chiến đấu sinh tồn với phong trào phản Bolshevik Bạch vệ, được Anh, Pháp, Nhật Bản, Hoa Kỳ, và một số quốc gia khác hỗ trợ can thiệp quân sự. Ỏ nông thôn phân bổ thực phẩm, dưới sự bảo trợ danh nghĩa Bộ Dân ủy Nông nghiệp.
Giữa sự hỗn loạn như vậy ý tưởng đơn thuần về kế hoạch kinh tế dài hạn vẫn là một giấc mơ không tưởng trong những năm đầu tồn tại của nước Nga Xô viết. Mãi đến khi Nội chiến gần thành công bởi Bolshevik năm 1920, người ta mới chú ý nghiêm túc đến vấn đề kế hoạch có hệ thống cho nền kinh tế Liên Xô. Vào tháng 3 năm 1920, Hội đồng Quốc phòng Công Nông Quốc phòng đã được đặt một tên mới Hội đồng Lao động và Quốc phòng với nhiệm vụ lập kế hoạch rộng lớn hơn.
Hội đồng Lao động và Quốc phòng được thành lập với vị trí là ủy ban của Hội đồng Dân ủy Nga Xô (Sovnarkom), do các Ủy viên Nhân dân đứng đầu, đại diện công đoàn Nga, và là lãnh đạo Cơ quan Thống kê Trung ương. Hội đồng Lao động và Quốc phòng được chỉ đạo thiết lập một kế hoạch kinh tế duy nhất cho nước Nga Xô viết và chỉ đạo công việc của các ủy viên nhân dân đối với việc thực hiện kế hoạch này, do đó "lần đầu tiên ở Nga Xô có một cơ quan hoạch định chung với các chức năng được xác định rõ ràng," nhà lịch sử E. H. Carr đã theo dõi.
Ủy ban Kế hoạch Nhà nước, được gọi là "Gosplan," được thành lập như một tiểu ban tư vấn thường trực của Hội đồng Lao động và Quốc phòng, được giao nhiệm vụ tiến hành điều tra chi tiết kinh tế và đưa ra các khuyến nghị của chuyên gia cho việc ra quyết định của Hội đồng.

### Thành lập
Ngày 22/2/1921, Gosplan được chính thức thành lập bởi một sắc lệnh Sovnarkom. Trớ trêu thay, cùng ngày bài viết của Lenin được công bố trên Pravda chỉ trích những người ủng hộ "kinh tế kế hoạch tách biệt" của họ là "ấu trĩ" và lập luận rằng kế hoạch GOELRO (kế hoạch điện khí hóa toàn Nga) "là công việc quan trọng trong vấn đế kinh tế kế hoạch tách biệt." Tuy nhiên, các thành viên khác của Sovnarkom lạc quan hơn, và Lenin đã phải chịu thất bại khi thành lập một thực thể kế hoạch khác, Gosplan. Là một biện pháp thỏa hiệp thống nhất nhiệm vụ của hai thực thể lập kế hoạch, lãnh đạo GOELRO Gleb Krzhizhanovsky được chọn làm lãnh đạo Gosplan.
Ban đầu, Gosplan có chức năng tư vấn, với 34 nhân viên tại thời điểm thành lập năm 1921. Được lựa chọn làm cơ quan nền tảng chuyên môn trong công nghiệp; chỉ có 7 đảng viên Đảng Cộng sản Nga (bolsheviks). Với việc chuyển sang hệ thống sản xuất dựa trên thị trường như là một phần của Chính sách kinh tế mới (NEP), những hạn chế đã tồn tại ở mức độ vừa trong các kế hoạch trung tâm trong giai đoạn đầu của Gosplan.
Gosplan nhanh chóng trở thành cơ quan ủng hộ kế hoạch trung ương và mở rộng vào ngành công nghiệp nặng, với Leon Trotsky một trong những lãnh đạo của ủy ban. Vào tháng 6 năm 1922, một sắc lệnh mới tiếp tục mở rộng quyền hạn của Gosplan, với cơ quan được chỉ đạo soạn thảo cả hai kế hoạch sản xuất "vĩ mô" và "vi mô". Gosplan đã tư vấn các nghị định kinh tế và tài chính được đề xuất đệ trình lên Hội đồng Dân ủy bởi các Bộ Dân ủy kinh tế khác nhau. Một cuộc tranh chấp quản lý xảy ra giữa Gosplan và Bộ Dân ủy Tài chính (Narkomfin), cơ quan ủng hộ ổn định tiền tệ và mở rộng nền kinh tế nói chung thông qua thị trường.
Gosplan không có quyền lực trong thời gian này, thường làm việc thông qua nghị định của Hội đồng Dân ủy, Hội đồng Lao động và Quốc phòng, hoặc Bộ Dân ủy. Các tính toán kinh tế và đề xuất chính sách của cơ quan chủ yếu vẫn trừu tượng trong suốt nửa đầu thập niên 1920, các chính sách thực tế của Gosplan chưa được thực hiện.

### Sự nổi lên
Căng thẳng tiếp tục giữa Narkomfin và Gosplan trong suốt thời kỳ NEP, với việc Narkomfin ủng hộ việc tăng xuất khẩu ngũ cốc như một biện pháp thúc đẩy ngoại tệ bằng cách cân bằng nhập khẩu và xuất khẩu, trong khi đồng thời thúc đẩy sự thịnh vượng của nông dân, trong khi đó, Gosplan nổi lên là người ủng hộ lương thực giá rẻ và kế hoạch phát triển công nghiệp.
Trong năm 1925, Gosplan bắt đầu tạo ra các kế hoạch kinh tế hàng năm, được gọi là "điều hành số" (контрольные цифры)
Công việc của ủy ban phối hợp với Tổng cục Thống kê Trung ương Liên Xô, Bộ Dân ủy Tài chính, và Hội đồng Kinh tế Quốc dân Tối cao (Vesenkha), và sau là Ngân hàng Nhà nước (Gosbank) Ủy ban Ngân sách Nhà nước (Gossnab).

### Kế hoạch 5 năm
Với việc giới thiệu các kế hoạch năm năm vào năm 1928, Gosplan trở thành người chịu trách nhiệm cho việc tạo và giám sát các mục tiêu được tuyên bố bởi Đảng Cộng sản toàn liên bang (bolshevik)
Trong năm 1930, Tổng cục Thống kê đã được sáp nhập vào Gosplan, và vào ngày 3 tháng 2 năm 1931, thuộc Sovnarkom.
Trong tháng 5 năm 1955, Gosplan được chia thành hai ủy ban: Ủy ban Kế hoạch Nhà nước về Kế hoạch Dài hạn Kinh tế Quốc dân Hội đồng Bộ trưởng Liên Xô và Ủy ban Kế hoạch Nhà nước về Kế hoạch Ngắn hạn Kinh tế Quốc dân Hội đồng Bộ trưởng Liên Xô. Tương ứng nhiệm vụ lập kế hoạch vĩ mô và vi mô. Công việc sau này dựa trên các kế hoạch năm năm được cung cấp bởi Gosplan, với kế hoạch của Gosplan trước 10-15 năm.
Gosplan có trụ sở tại tòa nhà hiện là Duma Quốc gia ở Moskva.

## Tên gọi
| Thời kỳ   | Tên gọi                                                                        | Ghi chú |
| --------- | ------------------------------------------------------------------------------ | ------- |
| 1921—1923 | Ủy ban Kế hoạch Tổng hợp Nhà nước thuộc Hội đồng Lao động và Quốc phòng Nga Xô |         |
| 1923—1931 | Ủy ban Kế hoạch Nhà nước thuộc Hội đồng Lao động và Quốc phòng Liên Xô         |         |
| 1931—1946 | Ủy ban Kế hoạch Nhà nước thuộc Hội đồng Dân ủy Liên Xô                         |         |
| 1946      | Ủy ban Kế hoạch Nhà nước thuộc Hội đồng Bộ trưởng Liên Xô                      |         |
| 1946—1948 | Ủy ban Kế hoạch Nhà nước Hội đồng Bộ trưởng Liên Xô                            |         |
| 1948—1955 | Ủy ban Kế hoạch Nhà nước Hội đồng Bộ trưởng Liên Xô                            |         |
| 1955—1957 | Ủy ban Kế hoạch Nhà nước về Kế hoạch Dài hạn Kinh tế Quốc dân                  |         |
| 1957—1963 | Ủy ban Kế hoạch Nhà nước Hội đồng Bộ trưởng Liên Xô                            |         |
| 1963—1965 | Ủy ban Kế hoạch Nhà nước Liên Xô Hội đồng Kinh tế Quốc dân Tối cao Liên Xô     |         |
| 1965—1991 | Ủy ban Kế hoạch Nhà nước Hội đồng Bộ trưởng Liên Xô                            |         |
| 5—12/1991 | Bộ Kinh tế và Dự báo Liên Xô                                                   |         |

## Lãnh đạo

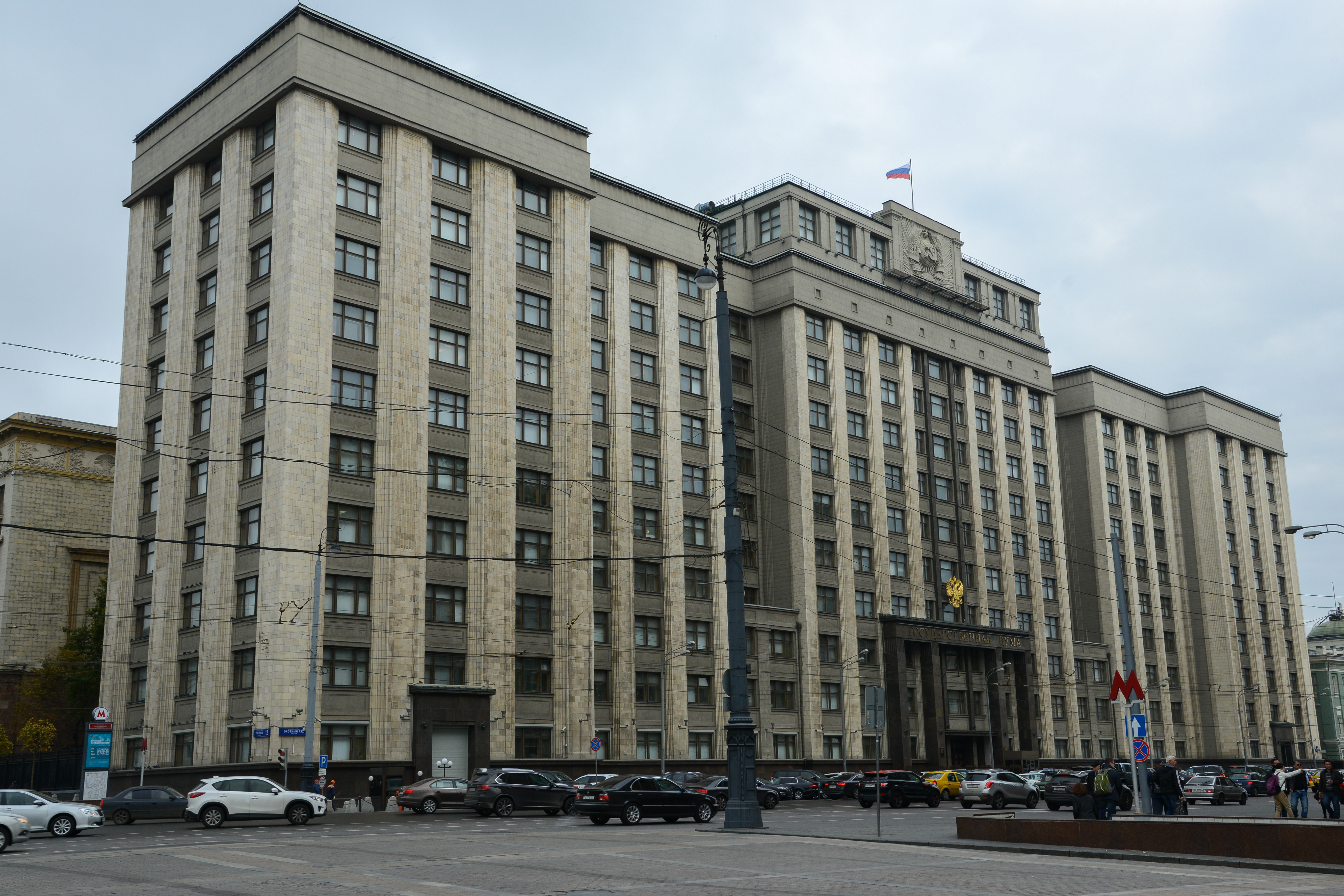
Trụ sở Gosplan, nay là Duma Quốc gia

| Lãnh đạo                                     | Nhiệm kỳ   | Nhiệm kỳ   | Thủ tướng                                         |
| Lãnh đạo                                     | Bổ nhiệm   | Bãi nhiệm  | Thủ tướng                                         |
| -------------------------------------------- | ---------- | ---------- | ------------------------------------------------- |
| Ủy ban Kế hoạch Nhà nước                     |            |            |                                                   |
| Gleb Krzhizhanovsky (lần thứ nhất)           | 13/8/1921  | 11/12/1923 | Vladimir Lenin                                    |
| Alexander Tsuryupa                           | 11/12/1923 | 18/11/1925 | Vladimir Lenin, Alexey Rykov                      |
| Gleb Krzhizhanovsky (lần thứ hai)            | 18/12/1925 | 10/12/1930 | Alexey Rykov                                      |
| Valerian Kuibyshev                           | 10/12/1930 | 25/4/1934  | Vyacheslav Molotov                                |
| Valery Mezhlauk (lần thứ nhất)               | 25/4/1934  | 25/2/1937  | Vyacheslav Molotov                                |
| Gennady Smirnov                              | 25/2/1937  | 17/10/1937 | Vyacheslav Molotov                                |
| Valery Mezhlauk (lần thứ hai)                | 17/10/1937 | 1/12/1937  | Vyacheslav Molotov                                |
| Nikolai Voznesensky (lần thứ nhất)           | 19/1/1938  | 10/3/1941  | Vyacheslav Molotov                                |
| Maksim Saburov (lần thứ nhất)                | 10/3/1941  | 8/12/1942  | Joseph Stalin                                     |
| Nikolai Voznesensky (lần thứ hai)            | 8/12/1942  | 9/1/1948   | Joseph Stalin                                     |
| Ủy ban Kế hoạch Nhà nước                     |            |            |                                                   |
| Nikolai Voznesensky                          | 9/1/1948   | 5/3/1949   | Joseph Stalin                                     |
| Maksim Saburov (lần thứ hai)                 | 5/3/1949   | 5/3/1953   | Joseph Stalin                                     |
| Grigory Kosyachenko                          | 5/3/1953   | 29/6/1953  | Georgy Malenkov                                   |
| Maksim Saburov (lần thứ ba)                  | 29/6/1953  | 25/5/1955  | Georgy Malenkov                                   |
| Ủy ban Kinh tế Nhà nước về Kế hoạch Cải tiến |            |            |                                                   |
| Nikolai Baibakov (1st term)                  | 25/5/1955  | 3/5/1957   | Nikolai Bulganin                                  |
| Joseph Kuzmin                                | 3/5/1957   | 10/5/1957  | Nikolai Bulganin                                  |
| Ủy ban Kinh tế Nhà nước về Kế hoạch Phổ biến |            |            |                                                   |
| Maksim Saburov                               | 25/5/1955  | 25/12/1956 | Nikolai Bulganin                                  |
| Mikhail Pervukhin                            | 25/12/1956 | 10/5/1957  | Nikolai Bulganin                                  |
| Ủy ban Kế hoạch Nhà nước                     |            |            |                                                   |
| Joseph Kuzmin                                | 10/5/1957  | 20/3/1959  | Nikolai Bulganin, Nikita Khrushchev               |
| Alexei Kosygin                               | 20/3/1959  | 4/5/1960   | Nikita Khrushchev                                 |
| Vladimir Novikov                             | 4/5/1960   | 17/7/1962  | Nikita Khrushchev                                 |
| Veniamin Dymshits                            | 17/7/1962  | 24/11/1962 | Nikita Khrushchev                                 |
| Pyotr Lomako                                 | 24/11/1962 | 2/10/1965  | Nikita Khrushchev, Alexei Kosygin                 |
| Nikolai Baibakov (lần thứ hai)               | 2/10/1965  | 14/10/1985 | Alexei Kosygin, Nikolai Tikhonov, Nikolai Ryzhkov |
| Nikolai Talyzin                              | 14/10/1985 | 5/2/1988   | Nikolai Ryzhkov                                   |
| Yuri Maslyukov                               | 5/2/1988   | 1/4/1991   | Nikolai Ryzhkov, Valentin Pavlov                  |